# Саратовская (река)
Саратовская — река на острове Кунашир в Сахалинской области России. Впадает в Южно-Курильский пролив Тихого океана.
Длина реки — 14 км. Площадь её водосборного бассейна насчитывает 55 км².
Берёт начало в предгорьях хребта Докучаева. В верховье течёт в основном на восток, после горы Камышовая поворачивает на юг, в низовье преобладающим направлением течения становится юго-запад. Впадает в Южно-Курильский пролив между мысами Плоскогорный и Геммерлинга на юго-восточном побережье Кунашира.
Основные притоки: Угловой, Перевальный, Вилка.
В 200 м к северо-востоку от ее устья, в юго-восточной части аккумулятивной террасы, на левом берегу реки Саратовская выявлен объект археологического наследия Поселение Река Саратовка 1.

## Данные водного реестра
По данным государственного водного реестра России относится к Амурскому бассейновому округу.
Код водного объекта — 20050000312118300010928.